# 达玛稣的圣老楞佐次级圣殿
达玛稣的圣老楞佐次级圣殿（義大利語：Basilica Minore di San Lorenzo in Damaso）是意大利罗马市中心的一个天主教领衔堂区和宗座圣殿，敬禮殉教者圣老楞佐。它被纳入文书院宫，享有治外法权。

## 历史
考古证据表明，该地点与许多罗马教堂一样，可能以前曾有一个异教徒的神庙。该堂的第一份文件证据是公元499年的教宗西瑪克会议。根据传统，在公元380年，教宗达玛稣一世在他本人的住所建立了这座圣殿。该堂是罗马许多敬禮圣老楞佐的教堂之一，包括更古老的，当时在郊外的城外圣老楞佐圣殿，同样由达玛稣一世重建。原来的达玛稣的圣老楞佐圣殿被教宗西斯笃四世的侄子拉斐勒·里亚里奥枢机拆除，建造宏伟的文艺复兴风格 文书院宫（1489年至1513年）。建造宫殿的石材取自附近的古罗马建筑物，包括斗兽场。宫殿遮蔽新的达玛稣的圣老楞佐圣殿，其入口位于文书院广场1号，位于立面的右侧。
该堂与文书院宫的建筑师不明。宫殿的设计归功于弗朗西斯科·迪乔治·马提尼和巴乔·蓬泰利。而菲利波·蒂蒂认为多纳托·伯拉孟特和其他作者引用朱利亚诺·达·桑迦洛和安德里亚·布雷尼奥。蒂蒂还单独将圣殿的重建归功于伯拉孟特。1944年大火烧毁圣殿后，最后一次恢复是必要的。 
该堂的铭文是天主教会历史的宝贵例证，由温琴佐·福尔切拉收集和出版。
现時領此堂司鐸銜的樞機是馬德里總教區总主教安多尼·瑪利亞·羅烏科·巴雷拉。

## 内部

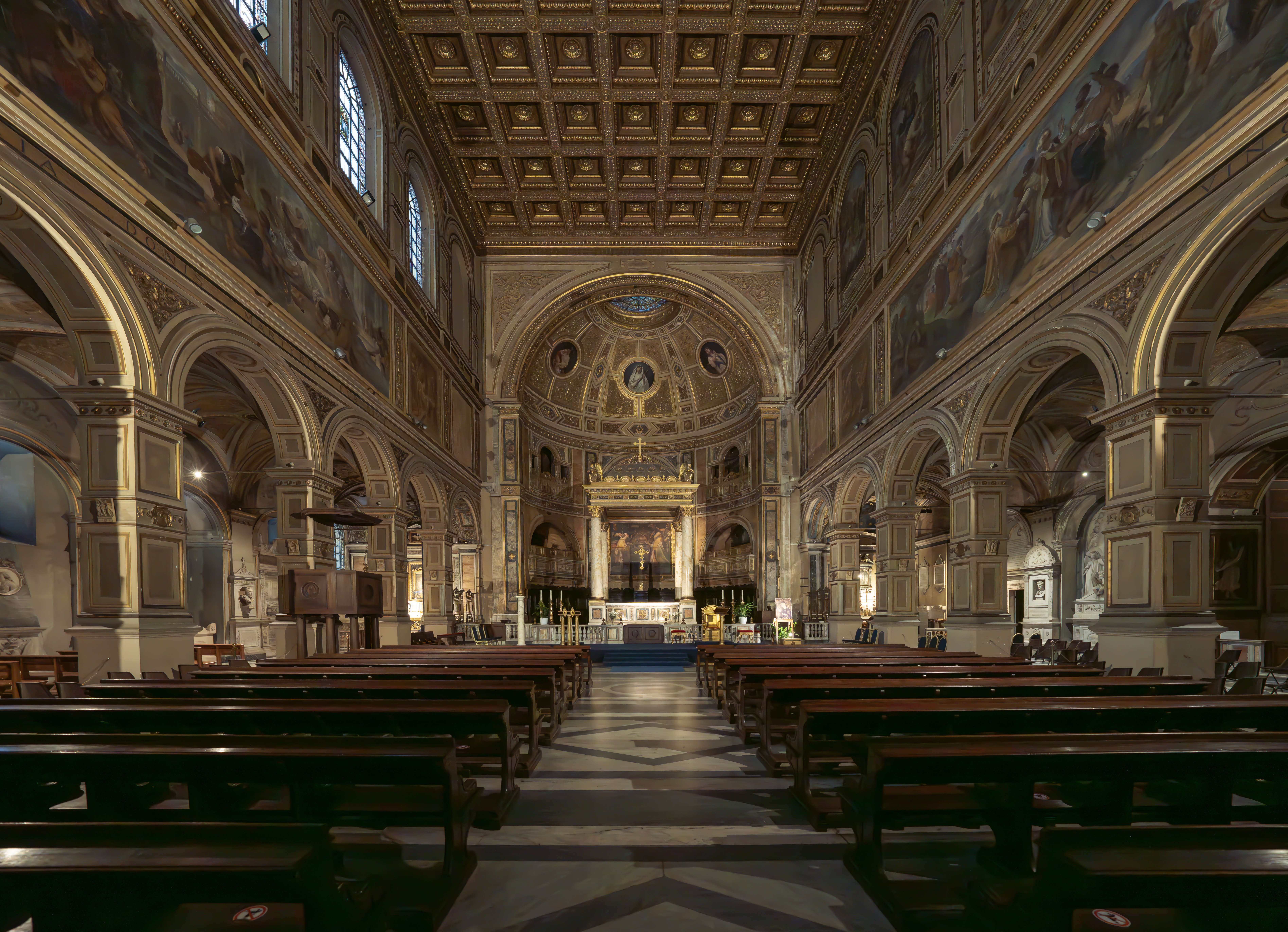

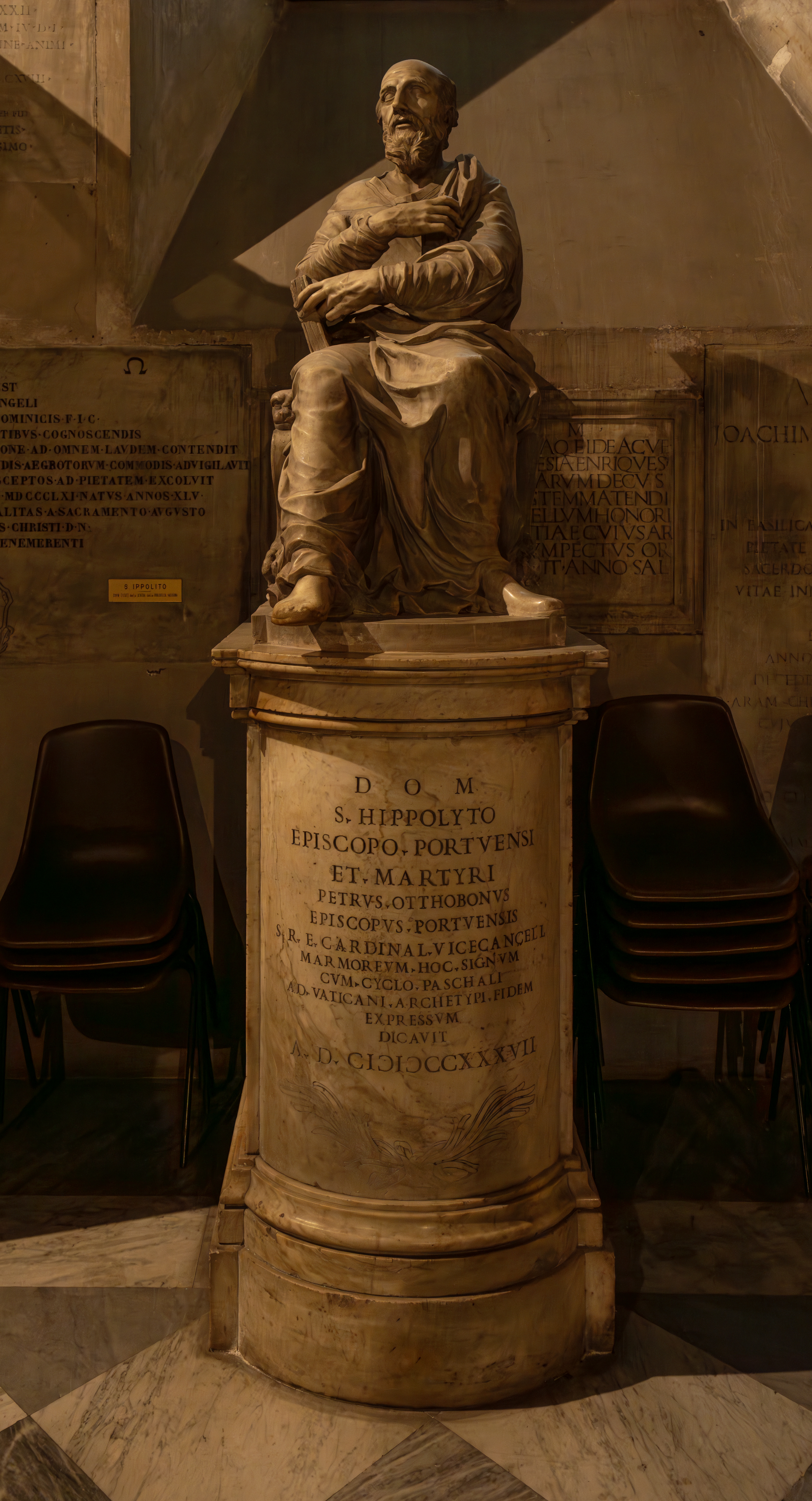
圣依玻理

室内装饰由宫殿的主人亞歷山大·法爾內塞委托于16世纪晚期。朱塞佩·切萨里画了右侧反立面的墙壁。正祭台的“圣徒和圣母加冕”是费德里科·祖卡里的画作。祭坛下面是教宗恩狄和教宗達瑪穌一世的圣髑。在祭坛的左边是希坡律陀雕像的副本；原版是梵蒂冈图书馆修复的古代雕像。传统认为羅馬的聖老楞佐鼓动圣依玻理皈依天主教信仰。这个副本是由伯多禄·奥托博尼枢机委托。贾科莫·巴罗齐·达·维尼奥拉设计了门。入口右侧是教宗烏爾巴諾八世的部长Alessandro Valtrini的墓碑，由济安·贝尼尼于1639年设计。第二个厅有斯蒂法诺·马德诺创作的方濟·沙勿略和嘉祿·鮑榮茂的雕像。

### 小堂
入口右侧是尼古拉·萨尔维设计的小堂，由樞機